# Age of Empires III
Age of Empires III (рус. Эпоха империй III) — компьютерная игра в жанре стратегии в реальном времени, вышедшая в 2005 году. Четвёртая игра в серии Age of Empires. Разработана компанией Ensemble Studios.

## Игровой процесс
Как и в предыдущих играх серии, игровой процесс строится на строительстве и развитии поселения, добыче ресурсов, тренировке армии и одержании победы над оппонентами. Однако имеется и ряд существенных отличий и нововведений:
- Ресурсы

В игре имеется три типа ресурсов: пища, древесина и золото. По сравнению с Age of Empires II, из списка ресурсов был удалён камень.
- Наличие поставок из метрополии

Вам доступны поставки из метрополии, которые могут включать юнитов, технологии, сборные здания и т. д. Они осуществляются с интервалами и имеют ограничения по типу и количеству.
- Исследователь и фактории

С самого начала игры помимо главного здания и крестьян вам доступен исследователь — особый юнит, который может разведывать местность и строить фактории на специально обозначенных площадках. Их можно строить вдоль торговых путей — тогда они будут давать игроку ресурсы с определённым интервалом, либо у селений коренных народов — тогда они будут предоставлять доступ к юнитам и технологиям этого народа.

## Разработка
Разработкой игры занималась Ensemble Studios, но после того, как Microsoft в 2009 году распустила команду, основатели Ensemble Studios создали Robot Entertainment, которая занималась поддержкой Age of Empires III и дополнений до января 2011 года. В настоящее время поддержкой игры занимается Microsoft.
21 августа 2017 года Microsoft анонсировала переиздание, получившее название Age of Empires III: Definitive Edition.
30 мая 2019 года, Microsoft рассказала, что Age of Empires III: Definitive Edition будет доступна в Steam, как и другие части серии, сказав, что больше информации о Definitive Editions будет представлено в ближайшее время.
3 июля 2019 года, стало известно, что Microsoft начнёт рассказывать про Age of Empires III: Definitive Edition на одной из предстоящих игровых выставок, а именно Gamescom и XO.
20 августа 2019 года, стало известно, что разработкой Age of Empires III: Definitive Edition занимается австралийская студия Tantalus Media.
23 января 2020 года, World’s Edge объявила, что закрытое бета-тестирование Age of Empires III: Definitive Edition стартует в начале февраля. Студия пригласит ограниченное число поклонников оригинальной игры, которым предстоит протестировать многопользовательскую игру и систему подбора игроков. Однако разработчики намерены увеличить число участников закрытого бета-теста в марте. Также будет тестирование одиночной кампании, однако доступ будет только к определенным миссиям и его получит ограниченное количество игроков. Чтобы принять участие в закрытом бета-тесте, игрокам нужно обновить профиль участника программы Insider, а также убедиться, что компьютер соответствует минимальным системным требованиям.
Первый этап бета-тестирования начался 11 февраля и закончился 19 февраля. Релиз Age of Empires III: Definitive Edition состоялся 15 октября 2020 года в Steam и Microsoft Store.
Как позже признался главный дизайнер игры Брюс Шелли в интервью изданию Kotaku от 2011 года, разработчики поняли, что разработка Age of Empires III пошла в неверном направлении уже на поздних этапах разработки, и что они даже убеждали Microsoft переименовать игру во что-нибудь типа Age of … (аналогично Age of Mythology), так как игра не чувствовалась как очередная номерная часть Age of Empires (на что издатель в итоге добро не дал). «Мы попытались перепробовать все из новых идей в Age of Empires 3» — посетовал он. На этот раз формула «30% старого, 30 % позаимствованного и 30 % инновационного» не сработала, но переделывать игру было слишком поздно.

## Исторические элементы
Игры серии Age of Empires часто разрабатывались сходным образом. Ввиду их общей темы — исторических событий, разработка игр серии требовала больших объёмов исследований. Разработчик Age of Empires Брюс Шелли отметил, что исследования при разработке игры не проводились «вглубь», так как Ensemble Studios сочли, что «Полное, детализированное исследование… — не лучшая идея для большинства развлекательных продуктов». Он также заявил, что большинство справочного материала для игры было взято из детских секций библиотек, объяснив это тем, что «цель — удовольствие игроков, а не создателей или разработчиков». Позже, в 2007 году, Шелли продолжил развивать эту идею, объяснив на Games Convention Developers Conference, что успех серии заключен в «создании игры, привлекательной и случайному, и опытному игроку». Шелли также заметил, что игры Age of Empires были не о самой истории, а скорее о «человеческом опыте». Age of Mythology с её фокусом прежде всего на мифологических аспектах, а не на истории, разрабатывалась не так, как предыдущие игры: у Ensemble Studios были опасения, что третья историческая игра «не сойдёт им с рук». Исходя из этого, команда разработчиков обсудила несколько альтернатив исторической игровой основе и в итоге остановилась на мифологии.

## Искусственный интеллект
Серию Age of Empires часто хвалили за искусственный интеллект, используемый в играх. Во время разработки Age of Empires специалист по ИИ Дэйв Поттингер отметил, что команда разработчиков проработала над AI более года, уделив ему очень большое внимание. Он сказал, что ИИ в игре ориентирован на тактику и стратегию, а не на жульничество, позднее подчеркнув, что команда серии Age of Empires очень гордится «честной игрой» своего ИИ. ИИ для «Age of Empires II: The Conquerors» также уделили большое внимание, в результате чего появилась функция «умного крестьянина», ставшая популярной во всех последующих играх серии. В Age of Mythology: The Titans продолжилась традиция вносить серьёзные изменения в ИИ в дополнениях: был добавлен внутриигровой отладчик ИИ — для создателей сценариев, а также было представлено больше «характеров» ИИ.

## Содержание

### Сюжет
Акт 1: Кровь

Действие кампании разворачивается во время Великой осады Мальты в 1565 году, где игрок управляет войсками Моргана Блэка, старшего члена Мальтийского ордена, защищающими форт Сан-Эльмо на Мальте от османского полководца Сахина и его войска («Сахин» в переводе с турецкого — «ястреб»). Зажигая сигнальный огонь, Морган вызывает подмогу в лице своего командира, магистра ордена Алена Маньяна, с сильным конным отрядом, который отражает атаку турок. Взорвав склады боеприпасов осман в пещерах неподалёку, они обнаруживают тайную каменную библиотеку, где описана история «Лунного озера» и тайного общества под названием «Круг Оссуса», которые ищут то озеро. Ален посылает Моргана в Новый Свет на поиски озера, но корабль Моргана перехватывает банда пиратов во главе с Элизабет Рамси. Расправившись с пиратами и найдя карты, указывающие путь в Новый Свет, Морган продолжает путешествие.
Попав на Юкатан, Морган опять встречает Сахина и уничтожает османский форт, хотя Сахин утверждает, что лишь пытается не дать Кругу Оссуса достичь озера. Во время перехода, одного из разведчиков убивает белый ягуар, прежде чем животное падает от пули одного из мушкетёров Моргана. Морган узнаёт животное по рисункам в библиотеке, понимая, что Круг уже в Америке. Блэк и его люди продолжают двигаться через джунгли, защищая храмы ацтеков от испанских конкистадоров. Там Морган обнаруживает большую каменную карту, направляющую его во Флориду, где находится Lago de la Luna (рус. Лунное озеро). Но по пути к Флориде флот Моргана топит ураган, и остатки его армии находят убежище на Кубе. Там Морган опять встречается с Лиззи, и после его помощи испанцам против карибов Лиззи соглашается перевезти его рыцарей к Флориде.
Во Флориде Морган опять встречает Алена Маньяна, и тот даёт Блэку задание — захватить испанские галеоны с сокровищами. В битве против военачальника Дельгадо большинство испанцев погибают, включая самого Дельгадо. Морган опять обнаруживает Сахина и освобождает инков, пойманных испанцами. Ален приказывает Моргану не церемониться и попросту казнить всех турок и инков. Но благородному Моргану эта идея не по душе. Сахин рассказывает Моргану о том, что Круг Оссуса считает, что Фонтан вечной жизни сделает их бессмертными, и что Ален — лидер Круга. Видя Алена в окружении элитных солдат Круга, Морган понимает, что Ален предал их рыцарский орден. Используя флот Лиззи и закреплённую огромную стационарную пушку, построенную Кругом, союз разрушает фонтан. В конце истории Сахин, знающий, что Османской империи настало время уйти в книги истории, возвращается домой в Турцию. Лиззи потеряла всё испанское золото, и была разгневана на Моргана последующие несколько лет. Рассказчица (Амелия Блэк) является потомком Моргана и считает, что и Лиззи могла быть её предком, так как она сама имеет темперамент пирата. Оставшись один, Морган желает выпить из фляги, но она оказывается пустой. Он смотрит на уничтоженный Фонтан и подходит к воде (по возможным данным, Морган пьёт воду в которой были остатки воды фонтана, ведь в игре есть юнит «Старый Морган», который появляется в начале и в конце 3 Акта). Подтверждением этому также служит то, что действия второго акта происходят спустя 200 лет и Джон Блэк никак не мог бы в реальности быть внуком Моргану. Он понимает, что Круг однажды вернётся, чтобы узнать правду о Фонтане.
В DE-переиздании финальный ролик кампании был несколько изменён — Морган действительно наполняет флягу водой из Лунного озера, однако на сюжет последующих двух кампаний это не оказывает никакого влияния.
Акт 2: Лёд

Около 1757 года внук Моргана Блэка, Джон Блэк, и его друг-индеец Каньенке направляются к городку, которым управляет Стюарт — дядя Джона. Спасая городок от нападения чероки, они разрушают военные хижины индейцев и прибывают в лагерь чероки, чтобы договориться о перемирии. Но на городок внезапно нападает отряд британцев. Отбив город, Джон узнаёт, что его дядю Стюарта похитили. Зная об истории своего деда, Джон понимает, что Круг Оссуса вернулся, чтобы продолжить поиски Лунного озера. Каньенке считает, что его сестра Нонаки тоже в опасности. Они спасают деревню ирокезов, где живёт Нонаки. Оказывается, Джон и Нонаки тайно влюблены друг в друга. Армия Джона помогает французам бороться с английским губернатором Уориком во время Семилетней войны. Они встречаются с английским полковником Джорджем Вашингтоном, который рассказывает, что Уорик является предателем. Джон полагает, что Уорик — глава Круга Оссуса, что вскоре и подтверждается. Победив войска Круга у Великих озёр, Джон обнаруживает труп дяди. Вскоре после этого Джон расстаётся с Нонаки, так как путешествие становится слишком опасным для неё. Джон и Каньенке путешествуют через Великие равнины и создают армию в деревнях индейцев-лакота. После нескольких диверсионных операций против Уорика, завершившихся уничтожением крепости Круга в Скалистых горах, Джон и Каньенке замечают огромную русскую армию, переходящую через горы. Они понимают, что Круг желает захватить Новый Свет руками русских, пока британцы и французы воюют между собой. С помощью шахтёров Джон минирует горы, чтобы задавить армию камнями и льдом. Но на верхушке горы, его обнаруживает Уорик со Стражами Круга. Джону удаётся взорвать порох, завалив под камнями русскую армию, а также себя и Уорика. Весной Каньенке возвращается в свою деревню. Жизнь продолжается для ирокезов. Но Нонаки вскоре рождает сына от Джона. Каньенке и Нонаки знают, что другие белые последуют за поисками тайны Фонтана. До того времени, Каньенке поможет сестре растить сына его друга, Натаниэля. История Натаниэля описана в дополнении «The War Chiefs».
Акт 3: Сталь

Амелия Блэк, дочь Натаниэля и внучка Джона Блэка, говорит, что теперь пришло время её истории. Год теперь 1819, и Амелия является владелицей железнодорожной компании, оставленной ей отцом Натаниэлем. Компания «Falcon», возможно, названная в честь турка Сахина («falcon» — «сокол»), желает проложить колеи через Штаты.
К сожалению, сокровища, полученные её семьёй за заслуги Джона Блэка, истощились. Теперь Амелии необходимо найти новые способы финансирования строительства. Вместе с майором Купером из американской армии они направляются в форт, на который нападают мексиканцы.
Там Амелия встречает французского старателя по имени Пьер Бомон, который рассказывает ей о золотой шахте на севере и о том, что она может получить половину прибыли. Подходя к шахте, они встречают пожилого Каньенке, который пришёл предупредить Амелию о том, что Бомон является новым лидером «Круга Оссуса». Бомон сбегает в пещеры, и Амелия, Каньенке и солдаты Купера начинают охоту за ним. В пещерах они обнаруживают крупные силы Круга, склады с оружием и карту семинолов, на которой указано местоположение Лунного озера.
Во Флориде они обнаруживают место, где когда-то находилось Лунное озеро, которое превратилось в огромное болото. После битвы с войсками Круга, которые занимались поиском сокровищ с потопленных когда-то Морганом и Лиззи испанских галеонов, Купер настигает Бомона, но тот спускает на него белых волков Круга, которые убивают его.
Узнав у семинолов, что сразу после уничтожения Фонтана инки забрали много бочек воды в свой последний город в долине Пакамайо, Амелия и Каньенке путешествуют в Южную Америку и помогают Симону Боливару в его революции против испанцев. Их наёмники освобождают деревни, а Боливар взамен даёт им солдат и ресурсы. Далее следует путь через холодные Анды, где им периодически нужно останавливаться возле костров в тёплых пещерах. По пятам за ними следует большая армия Круга.
В городе инков, Амелия возглавляет оборону и постепенно переправляет артиллерию с побережья, с помощью которой разрушает базу противника. После этого, Амелия, Каньенке и их солдаты отплывают в Гавану, где находится последняя база Круга в храмоподобном Оссуарии.
Лидеры колониальной администрации соглашаются помочь Амелии избавиться от Круга, а тот начинает атаковать Гавану.
В конце-концов, на помощь Амелии приходит американский флот. С помощью корабельных пушек Амелии удаётся уничтожить береговую артиллерию Круга, прорваться в форт и уничтожить Оссуарий. Но на Амелию прыгает Бомон. Каньенке спасает Амелию, оттолкнув её в сторону. Бомон падает на Каньенке, но не убивает его, а бросается на Амелию. В драке Амелии удается схватить своё ружьё и застрелить Бомона. Убив его, люди Амелии обнаруживают сокровища Круга.
Бизнес компании круто развернулся после обнаружения сокровищ. Затем появляется старик-шотландец который утверждает, что её семья гордилась бы ей. Он знает о Круге, и говорит, что ей удалось уничтожить Круг Оссуса «всего за одну жизнь». Удивлённая Амелия пытается узнать больше, но старик отворачивается и уходит. В редакторе сценариев модель этого старика называется «Старый Морган».

## Дополнения
К игре выпущено два дополнения:
Первое дополнение The WarChiefs добавляет в игру три нации коренных североамериканцев — ирокезов, сиу и ацтеков. Появляются новые юниты: колониальная милиция — пехота колониальной армии, одна из которой тренируется в боевых хижинах, а другая даётся в начале игры и отправить из родного города её невозможно.
Боевая хижина — такое же здание, как и европейские аванпосты, только создают индейских воинов и стреляют по врагам стрелами. В европейских державах поселенцы могут строить салуны — специальное здание, где тренируются наёмники и бандиты. У туземцев вместо поселенцев крестьяне. Также они могут строить окопы — источник различных улучшений деревни. Для этого надо направить селян танцевать в окоп. Также добавлены новые одиночные карты и приёмы ведения игры. Кампании дополнения описывают жизни двух других членов семьи Блэк: Натаниэля и Чейтона, отца и сына Амелии соответственно. С Кругом их истории никак не связаны. Натаниэль участвовал в войне за независимость США, а Чейтон боролся бок о бок с сиу против американской армии.
Второе дополнение The Asian Dynasies добавляет в игру три азиатские державы — Японию, Китай и Индию. Кампании дополнения никак не связаны с семьёй Блэков.

## Отзывы
| Сводный рейтинг | Сводный рейтинг |
| Агрегатор       | Оценка          |
| --------------- | --------------- |
| GameRankings    | 82,38 %         |